# Anticipation, ou l'Amour en l'an 2000
 (juillet 2025).
Pour plus de détails, voir Fiche technique et Distribution.
Anticipation, ou l'Amour en l'an 2000 est un court métrage réalisé par Jean-Luc Godard en 1966 et sorti en 1967. Il a été tourné en noir en blanc, à l'exception de la scène finale. Il est l'un des épisodes du film Le Plus Vieux Métier du monde qui traite de la prostitution à travers les âges et qui est composé de six épisodes en tout. Anticipation, ou l'Amour en l'an 2000 est le dernier épisode.

## Synopsis
Tout au long du film, une voix de femme commente régulièrement les couleurs - chinoises, soviétiques ou européennes - et le niveau de radioactivité.
La première scène du film se déroule dans un aéroport, où l'on observe le contrôle des voyageurs. Ils n'ont pas de papiers, les autorités regardent simplement leur poignet. On a l'impression qu'ils ont une puce électronique sous la peau. Par la suite, l'histoire se concentre sur un passager venant d'une autre galaxie que celle où se déroule l'action, et qui commande une prostituée sur catalogue. Une femme sonne à la porte de sa chambre d'hôtel et lui donne les clefs de sa robe. Il défait le cadenas, elle se déshabille et se glisse dans le lit. Mais elle ne parle pas, l'homme n'est pas excité par elle. Il appelle donc le service de l'hôtel pour leur dire qu'il veut une autre femme. Un groom (Jean-Pierre Léaud) arrive donc avec une autre prostituée (Anna Karina). Celle-ci parle. Elle lui explique qu'avec la spécialisation poussée à son extrême de tous les métiers, celui de prostituée se divise en deux "activités" : l'amour physique et l'amour romantique. Elle représente l'amour romantique, tandis que la prostituée précédente était l'amour physique, raison de son mutisme. La seconde, hôtesse 703, sait donc parler d'amour, mais ne couchera pas avec lui, car elle n'est pas "spécialisée" dans l'amour physique. Malgré sa prose romantique, le client n'est pas davantage excité par elle. Elle lui propose qu'ils se parlent tout en rapprochant leurs bouches. Lorsque celles-ci se touchent, l'image grésille et passe en couleurs. Une voix féminine leur annonce que le niveau de radioactivité est désormais nul et que le passager et l'hôtesse 703 ont inventé quelque chose de totalement nouveau : par leur baiser, ils ont fusionné l'amour physique et l'amour romantique.

## Fiche technique
- Titre français : Anticipation, ou l'Amour en l'an 2000
- Titre allemand : Antizipation – Ein Wochenende auf der Erde im Jahr 2000
- Titre italien : L'amore nel 2000
- Réalisation : Jean-Luc Godard
- Assistants : Claude Miller, Charles Bitsch
- Scénario : Jean-Luc Godard
- Photographie : Pierre Lhomme
- Montage : Agnès Guillemot
- Sociétés de production : Les Films Gibé (Paris), Francoriz (Paris), Rizzoli Film (Rome), Rialto Film Preben Philipsen GmbH & Co. KG (Berlin)
- Pays de production :  France -  Italie -  Allemagne de l'Ouest
- Genre : Comédie dramatique
- Durée : 20 minutes
- Date de sortie :
  - Allemagne de l'Ouest : 7 avril 1967
  - France : 19 avril 1967
  - Italie : 19 juillet 1967

## Distribution
- Anna Karina : Natasha / Eleonor Roméovitch, l'hôtesse 703
- Jacques Charrier : Nick / John Demetrius
- Jean-Pierre Léaud : le groom
- Marilù Tolo : Marlène

## Production
Le tournage a lieu fin septembre-début octobre 1966 sur quatre jours dans un hôtel de l'aéroport d'Orly.